# Фо Корнерс (Тексас)
Фо Корнерс (енгл. Four Corners) насељено је место без административног статуса у америчкој савезној држави Тексас.

## Демографија
По попису из 2010. године број становника је 12.382, што је 9.428 (319,2%) становника више него 2000. године.
| Група             | 2000.         | 2010.         |
| Белци             | 665 (22,5%)   | 846 (6,8%)    |
| Афроамериканци    | 560 (19,0%)   | 3.861 (31,2%) |
| Азијати           | 471 (15,9%)   | 4.286 (34,6%) |
| Хиспаноамериканци | 1.216 (41,2%) | 3.145 (25,4%) |
| Укупно            | 2.954         | 12.382        |